# Faala
Faala, również Fa'aala – wieś w Samoa, w dystrykcie Palauli.

## Ludność
Według ostatniego spisu ludności w 2021 roku, w Faala mieszka 959 osób.
| Rok  | Populacja |
| ---- | --------- |
| 2011 | 1010      |
| 2016 | 929       |
| 2021 | 959       |

W 2021 roku w Faala mieszkało 477 mężczyzn i 482 kobiety.